# Killer Kowalski
Wladek Kowalski (13 de octubre de 1926-30 de agosto de 2008) fue un luchador profesional canadiense y entrenador de luchadores conocido por su nombre en el ring Killer Kowalski. Trabajó para diversas promociones de lucha libre, incluyendo algunos territorios de la National Wrestling Alliance y World Wide Wrestling Federation.
Entre sus logros destaca haber conseguido una vez el Campeonato Mundial en Parejas de la WWWF y una vez el Campeonato de los Estados Unidos en Parejas de la WWWF. En 1996 fue incluido en el Salón de la Fama de la WWF.

## Vida personal
Wladek Kowalski nació el 13 de octubre de 1926 en Windsor, Ontario, Canadá. Sus padres eran inmigrantes polacos. A la edad de 14 años ya medía 6 pies y 4 pulgadas (193 cm.) y como era delgado comenzó a entrenar en YMCA pero el no tenía ningún plan de entrar en el atletismo en ese momento. En la universidad estudió ingeniería eléctrica. Trabajó part-time en una planta en Detroit. 
Se convirtió en vegetariano en la década de 1960, el no consumía leche ni alcohol, tampoco fumaba. Era un popular orador en la Sociedad Vegetariana de Boston. Kowalski se casó con Teresa Ferrioli el 19 de junio de 2006.
Kowalski comenzó a experimentar crecientes problemas del corazón en el tiempo anterior a su muerte. La salud de Kowalski empezó a mejorar hasta que sufrió un ataque cardiaco el 8 de agosto de 2008. Según Slam! Sports y otras fuentes, la familia de Kowalski fue informada que el no se recuperaría. La muerte ocurrió el día 30 de agosto de 2008 y no el 18 de agosto como habrían informado algunos medios.

## Carrera

### Comienzos
Hay varias historias de como se convirtió en luchador. La más común es que mientras asistía a la Universidad de Detroit (algunas fuentes dicen que realmente era Assumption College en Windsor, Ontario) se enteró de que pagaban muy bien por ser luchador. El solo ganaba 50 dólares a la semana trabajando en la planta y le dijeron que podría ganar más aún peleando. Debido a que tenía un cuerpo atlético, decidió probar suerte y empezó a asistir a una escuela de lucha libre. Comenzó a pelear bajo el nombre de Tarzan Kowalski, pero luego se lo cambió a Hércules Kowalski, The Polish Apollo (según algunos periódicos de a comienzos de la década de 1950) y Killer Kowalski. Durante la Guerra Fría cambió a su nombre real, Wladek Kowalski, que se suponía que iba a sonar más amenazante. Kowalski luchó en diversas promociones desde 1947 a 1977, incluyendo la National Wrestling Alliance y la American Wrestling Association siendo un luchador Heel. 
El aumento de las ganancias y la fama de Kowalski aumentaron rápidamente. Su pelea más recordada ocurrió el 6 de mayo de 1948 cuando enfrentó al Campeón de la NWA Orville Brown en una lucha por el título. Kowalski destacó en su época por su gran tamaño y por su rapidez en el ring. Casi siempre luchó como un luchador heel excepto cuando se enfrentaba a Buddy Rogers, ya que rogers era más odiado que Kowalski. Fuera del ring, Kowalski era conocido por ser tan amable y educado que algunos promotores se quejaron por su “cambio de personalidad” ante el público.

### 1952-1960
En 1952, durante una pelea contra Yukon Eric, Kowalski le arrancó accidentalmente una oreja después de un Knee Drop. En realidad, el oído de Eric sufría de "oreja de coliflor" debido a una vida llena de golpes pero popularizó el personaje Heel de Kowalski. Kowalski fue a visitar a su oponente en el hospital pero los periódicos norteamericanos informaron que Kowalski solo se había ido a burlar de él. El incidente provocó una serie de encuentros entre ellos dos que tuvieron lugar en América del Norte pero el feudo fue perdiendo fama con el pasar de los años. 
Kowalski siguió ganando fama después de un accidente en Boston. Durante una pelea contra Pat O’Connor, el árbitro y excampeón de boxeo Jack Dempsey recibió una patada en el diafragma y tuvo que ser hospitalizado. Dempsey no culpó a Kowalski y dijo que todo había sido un accidente.
A finales de la década de 1950, Kowalski participó en una pelea dos de tres caídas ante Mr. Moto en Fall River, Massachusetts por el Campeonato Mundial. Antes de que se tocara la campana para empezar la pelea, Moto corrió por el ring y pateó a Kowalski con unos zuecos mientras este hacía ejercicios de calentamiento muscular. Kowalski quedó casi inconsciente y cuando se tocó la campana para comenzar, Moto lo cubrió ganando la primera caída. Luego de haber comenzado la segunda caída, Kowalski fue golpeado en el ojo con una arveja o fríjol que alguien en el público tiró con una cerbatana. Mr Moto no sabía que hacer y, por último, se acercó a éste y tropezó, Kowalski le aplicó una "Hold Claw" y ganó la segunda caída. El árbitro decidió que Moto no podía continuar la pelea y el ganador fue Kowalski. Los dos salieron corriendo del ring con un coro de abucheos y esquivando algunos objetos tirados por el público.

### World Wide Wrestling Federation
Kowalski se transformó en el principal villano de la World Wide Wrestling Federation durante la década de 1960 y 1970. El 11 de mayo de 1976, Kowalski ganó el Campeonato Mundial en Parejas de la WWWF junto con Big John Studd. Ambos luchadores llevaban máscaras negras y se hacían llamar “The Executioners”. Sin embargo, fueron despojados de los títulos debido a la intervención de un tercer executioner durante una pelea titular ante Chief Jay Strongbow y Billy White Wolf. Los Executioners participaron en una pelea por la vacante del título en parejas ante Strongbow y White Wolf pero no lo lograron ganar el encuentro y nunca pudieron recuperar los títulos. 

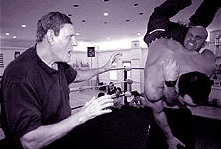
Killer Kowalski durante una de sus clases de lucha.

#### 1972
En diciembre de 1972, Kowalski se transformó en el primer luchador en derrotar a Andre The Giant por pinfall en América del Norte, en lo que se consideró una “Batalla de Gigantes”. Esta pelea aumentó la popularidad de Andre en la lucha libre estadounidense.

### Retiro
Después de su retiro de la WWF en 1977, Kowalski puso en marcha una escuela de lucha libre profesional en Malden, Massachusetts pero debido a su estado de salud, dejó de participar en ella en el 2003 y la escuela pronto se trasladó a North Andover, Massachusetts. Entre los exalumnos de esta escuela son Triple H, Chyna, Perry Saturn, John Kronus y Britanny Brown. Kowalski también entrenó a Big John Studd, Damián Kane, Killer Kowalski Jr, Ron Zombie, Chris Nowinski, A-Train, April Hunter, Frankie Kazarian, Nikki Roxx y Kenny Dykstra. Kowalski continuó luchando en shows independientes en la década de 1980 y trabajó con moderación después de eso. Su último show fue en 1993, cuando tenía 66 años de edad.
El 14 de junio de 2007, Kowalski fue inducido al National Polish-American Sports Hall of Fame.

## Campeonatos y logros
- Atlantic Athletic Commission'
  - AAC World Heavyweight Championship (1 vez)
- Central States Wrestling
  - NWA Central States Heavyweight Championship (1 vez)
  - NWA Iowa Tag Team Championship (1 vez) — con Ripper Daniels
- Championship Wrestling From Florida
  - NWA Southern Heavyweight Championship (Florida version) (1 vez)
- Montreal Athletic Commission
  - MAC World/International Heavyweight Championship (12 veces)
- NWA Mid-Pacific Promotions
  - NWA United States Heavyweight Championship (Hawaii version) (1 vez)
- NWA All-Star Wrestling
  - NWA Pacific Coast Tag Team Championship (Vancouver version) (2 veces) — con Ox Anderson (1) y Gene Kiniski (1)
- NWA Hollywood Wrestling
  - NWA Americas Heavyweight Championship (1 vez)
  - NWA Americas Tag Team Championship (1 vez) — con Kinji Shibuya
- NWA San Francisco
  - NWA Pacific Coast Heavyweight Championship (San Francisco version) (1 vez)
  - NWA Pacific Coast Tag Team Championship (San Francisco version) (1 vez) — con Hans Herman
- Professional Wrestling Hall of Fame and Museum
  - Clase de 2003
- Southwest Sports, Inc. / Big Time Wrestling
  - NWA Brass Knuckles Championship (Texas version) (1 vez)
  - NWA Texas Tag Team Championship (1 vez)
- Stampede Wrestling
  - NWA Canadian Heavyweight Championship (Calgary version) (2 veces)
  - NWA International Tag Team Championship (Calgary version) (2 veces) — con Jim Wright
- United States Wrestling Federation
  - USWF Tag Team Championship (1 vez) — con Ox Baker
- World Championship Wrestling (Australia)
  - IWA World Heavyweight Championship (5 veces)
  - IWA World Tag Team Championship (4 veces) — con Skull Murphy (2), Bill Miller (1), and Mark Lewin (1)
- World Wide Wrestling Federation / World Wrestling Federation
  - WWWF United States Tag Team Championship (1 vez) — con Gorilla Monsoon
  - WWWF World Tag Team Championship (1 vez) — con Big John Studd
  - WWF Hall of Fame (1996)

- Pro Wrestling Illustrated
  - Equipo del año (1976) con #2 (The Executioners)[1]
- Wrestling Observer Newsletter
  - Wrestling Observer Newsletter Hall of Fame (1996)